# Komatsu LAV
Легкий броньований автомобіль Komatsu (яп. 軽装甲機動車; (kei-sōkō-kidōsha)) — це японський військовий автомобіль, вперше виготовлений у 2002 році. Наразі використовується виключно Японськими силами самооборони (ЯСС), його використовували у війні в Іраку. Виготовлено компанією Komatsu Defense Systems Division в Комацу, Ішікава, Японія. Заводське позначення автомобіля Komatsu – KU50W.
Зовні нагадує Panhard VBL, який використовувався французькою армією, але LAV має 4 двері та велику кабіну для перевезення солдатів. LAV також можна транспортувати по повітрю на таких транспортних засобах, як CH-47J і C-130H.

## Історія
Komatsu LAV був розроблений у 1997 році, щоб задовольнити потребу Сил самооборони Японії у броньованому колісному транспортному засобі, який міг би забезпечити броньований захист, оскільки їх автомобілі Toyota High Mobility Vehicles та легкі вантажівки Mitsubishi Type 73 були недостатніми для забезпечення захисту від вогню зі стрілецької зброї. Спочатку вони були створені з концепцією потенційного радянського вторгнення під час холодної війни, перш ніж їх віднесли до антитерористичних операцій/операцій вторгнення .
Він вперше з’явився в Кувейті, коли підрозділи Сил самооборони Японії розгорнули Komatsu LAV перед гуманітарними операціями в Самаві, місті в Іраку, за 280 км (174 милі) на південний схід від Багдада. Перші 400 LAV були прийняті на озброєння Сил самооборони Японії у березні 2005 року . Базові підрозділи безпеки Повітряних сил Японії також оснащені LAV як основною машиною для патрулювання.
У лютому 2019 року Komatsu офіційно оголосила, що більше не буде розробляти нові моделі LAV, посилаючись на високу вартість розробки нової моделі та низьку прибутковість, коли виробництво було вперше зупинено в 2017 році.

## Варіанти
Немає відомостей про доступність варіантів, але, схоже, автомобіль виготовлявся щонайменше у трьох серійних моделях, а саме KU50W-0002K, KU50W-0003K і KU50W-0005K.

## Дизайн
Komatsu LAV має відкритий люк у даху автомобіля, який забезпечує додатковий захист навідника з усіх боків, якщо він зафіксований у вертикальному положенні. Транспортні засоби, розгорнуті в Іраку, оснащені посиленими куленепробивними вітровими стеклами, кусачками для дроту та броньованою ванною навколо гарматної установки для додаткового захисту .
Згідно з повідомленнями, машина куленепробивна проти куль 5,56 і 7,62. Невідомо, чи можуть кулі інших калібрів легко пробивати LAV чи ні.
Для двигуна LAV він оснащений 4-тактним дизельним двигуном з рідинним охолодженням потужністю 160 к.с. Силова установка встановлена в центрі передньої частини автомобіля, щоб більш рівномірно розподілити вагу між осями. Силова установка забезпечує максимальну швидкість 100 км/год, проїжджаючи понад 200 миль без дозаправки. Він оснащений усіма шинами Run-Flat. Невеликий радіус повороту дозволяє транспортному засобу проїжджати вузькі проїзди.
Komatsu LAV може бути озброєний 12,7-мм кулеметом Sumitomo M249 LMG або Sumitomo M2HB для протипіхотних завдань. Він також може встановити Type 01 LMAT або протитанкову ракету Kawasaki Type 87 для виконання протитанкових завдань. Димові гранатомети можуть бути встановлені на задніх бортах автомобіля.

## Оператори
- Японія[9]

## Зовнішні посилання
- Official JGSDF Page.